# Acremma ingens
Acremma ingens is een vlinder van de familie van de spinneruilen (Erebidae). De wetenschappelijke naam van deze soort is voor het eerst voorgesteld als Corgatha ingens door Pierre Viette in een publicatie uit 1988.
De soort komt voor op Madagaskar.